# Posłowie na Sejm Polskiej Rzeczypospolitej Ludowej IV kadencji
Posłowie na Sejm Polskiej Rzeczypospolitej Ludowej IV kadencji zostali wybrani podczas wyborów parlamentarnych, które odbyły się w dniu 30 maja 1965.
Pierwsze posiedzenie odbyło się 24 czerwca 1965, a ostatnie, 23. – 29 kwietnia 1969. Kadencja Sejmu trwała od 30 maja 1965 do 30 maja 1969.
Kluby i koła na pierwszym posiedzeniu Sejmu IV kadencji i stan na koniec kadencji.
| \| Ugrupowanie polityczne \| Ugrupowanie polityczne \| V 1965 \| V 1969 \| +/– \| \| ---------------------- \| ---------------------------------------- \| ------ \| ------ \| --- \| \| \| Polska Zjednoczona Partia Robotnicza \| 255 \| 250 \| 5 \| \| \| Zjednoczone Stronnictwo Ludowe \| 117 \| 111 \| 6 \| \| \| Stronnictwo Demokratyczne \| 39 \| 38 \| 1 \| \| \| Stowarzyszenie „Pax” \| 5 \| 5 \| \| \| \| Znak \| 5 \| 5 \| \| \| \| Chrześcijańskie Stowarzyszenie Społeczne \| 3 \| 3 \| \| \| \| Niestowarzyszeni[a] \| 36 \| 33 \| 3 \| \| Razem \| Razem \| 460 \| 445 \| 445 \| | Podział 460 mandatów: PZPR: 255 ZSL: 117 SD: 39 Pozostali: 49 |        |        |     |
| Ugrupowanie polityczne | Ugrupowanie polityczne                                        | V 1965 | V 1969 | +/– |
| | Polska Zjednoczona Partia Robotnicza                          | 255    | 250    | 5   |
| | Zjednoczone Stronnictwo Ludowe                                | 117    | 111    | 6   |
| | Stronnictwo Demokratyczne                                     | 39     | 38     | 1   |
| | Stowarzyszenie „Pax”                                          | 5      | 5      |     |
| | Znak                                                          | 5      | 5      |     |
| | Chrześcijańskie Stowarzyszenie Społeczne                      | 3      | 3      |     |
| | Niestowarzyszeni                                              | 36     | 33     | 3   |
| Razem | Razem                                                         | 460    | 445    | 445 |

## Prezydium Sejmu IV kadencji
| Poseł                                                               | Poseł            | Funkcja             | Klub                                        | Czas pełnienia funkcji | Czas pełnienia funkcji | Czas pełnienia funkcji |
| Poseł                                                               | Poseł            | Funkcja             | Klub                                        | Od                     | Do                     |                        |
| ------------------------------------------------------------------- | ---------------- | ------------------- | ------------------------------------------- | ---------------------- | ---------------------- | ---------------------- |
|                                                                     | Bolesław Drobner | Marszałek senior    | KP Polskiej Zjednoczonej Partii Robotniczej | 24 czerwca 1965(dts)   | 24 czerwca 1965(dts)   |                        |
| Marszałek senior przewodniczy obradom Sejmu przed wyborem Prezydium |                  |                     |                                             |                        |                        |                        |
|                                                                     | Czesław Wycech   | Marszałek Sejmu     | KP Zjednoczonego Stronnictwa Ludowego       | 24 czerwca 1965(dts)   | 30 maja 1969(dts)      |                        |
|                                                                     | Zenon Kliszko    | Wicemarszałek Sejmu | KP Polskiej Zjednoczonej Partii Robotniczej | 24 czerwca 1965(dts)   | 30 maja 1969(dts)      |                        |
|                                                                     | Jan Wende        | Wicemarszałek Sejmu | KP Stronnictwa Demokratycznego              | 24 czerwca 1965(dts)   | 30 maja 1969(dts)      |                        |

## Przynależność klubowa

### Stan na koniec kadencji
Posłowie IV kadencji zrzeszeni byli w następujących klubach i kołach poselskich:
- Klub Poselski Polskiej Zjednoczonej Partii Robotniczej – 250 posłów, przewodniczący klubu Zenon Kliszko[2],
- Klub Poselski Zjednoczonego Stronnictwa Ludowego – 111 posłów, przewodniczący klubu Bolesław Podedworny[2],
- Klub Poselski Stronnictwa Demokratycznego – 38 posłów, przewodniczący klubu Jan Wende[2],
- Koło Poselskie PAX – 5 posłów, przewodniczący koła Bolesław Piasecki[2],
- Koło Poselskie Znak – 5 posłów, przewodniczący koła Stanisław Stomma[2],
- Koło Posłów Chrześcijańskiego Stowarzyszenia Społecznego – 3 posłów, przewodniczący koła Zygmunt Filipowicz[3][2],
- Posłowie bezpartyjni – 33 posłów[2].

| Klub Poselski Polskiej Zjednoczonej Partii Robotniczej | Klub Poselski Polskiej Zjednoczonej Partii Robotniczej | Klub Poselski Polskiej Zjednoczonej Partii Robotniczej | Klub Poselski Polskiej Zjednoczonej Partii Robotniczej |
| --- | --- | --- | --- |
| | | | |
| - Władysław Adamiec - Witold Adamuszek - Jerzy Albrecht - Maria Augustyn - Zdzisław Balicki - Stanisław Baliński - Irena Baran - Kazimierz Barcikowski - Ryszard Bartosiewicz - Bolesław Bednarek - Józef Bezler - Karol Bielawski - Władysław Bieńkowski - Mieczysław Blachura - Jan Blat - Franciszek Blinowski - Mieczysław Bodalski - Franciszek Bogus - Teodozja Borkowska - Andrzej Borodzik - Leon Brudziński - Władysław Budzik - Leon Budzynowski - Józef Cyrankiewicz - Krystyna Czechowska - Stefan Czerniakiewicz - Bohdan Czeszko - Antoni Daniel - Paweł Dąbek - Konstanty Dąbrowski - Józef Dechnik - Stanisław Dejewski - Czesław Domagała - Jerzy Domiński - Zdzisław Drewka - Jan Dubis - Stanisław Dybaś - Jan Dziemba - Feliks Fiutowski - Józef Frąszczak - Mieczysław Gajewski - Piotr Gajewski - Jan Gałązka - Teresa Gąsiorkiewicz - Tadeusz Gede - Piotr Gębka - Edward Gierek - Kazimierz Głowacki - Stefan Godlewski - Henryka Golińska - Henryk Gołda - Władysław Gomułka - Edward Graliński - Bolesław Gregorek - Eugeniusz Grochal - Franciszek Grochowski - Zdzisław Grudzień - Zofia Grzebisz-Nowicka - Józef Grzecznarowski - Tadeusz Gutowski - Ryszard Hajduk - Henryk Hałas - Stanisław Hasiak | - Mieczysław Hebda - Stanisław Heidner - Bolesław Iwaszkiewicz - Jan Izydorczyk - Henryk Jabłoński - Mieczysław Jagielski - Tadeusz Janczyk - Irena Janiszewska - Włodzimierz Janiurek - Antoni Jankowski - Witold Jarosiński - Piotr Jaroszewicz - Wojciech Jaruzelski - Bolesław Jaszczuk - Stanisław Jędras - Stefan Jędrychowski - Stefan Jędryszczak - Stanisław Juchnicki - Bronisław Kałwak - Kazimierz Kandzierski - Halina Karpińska - Jan Kasiak - Leon Kasman - Witold Kasperski - Bronisław Kawałek - Władysław Kądziołka - Jerzy Kępiński - Jan Klecha - Zenon Kliszko - Stanisław Kociołek - Jan Kołder - Jadwiga Konarska - Grzegorz Korczyński - Henryk Korotyński - Stanisław Kostka - Eugenia Kowal - Marian Kowalski - Władysław Kozdra - Ignacy Krakowski - Wincenty Kraśko - Stanisław Krauss - Zenon Królasik - Władysław Kruczek - Adam Kruczkowski - Adolf Książkiewicz - Walenty Kubica - Jan Kulas - Józef Kulesza - Antoni Kuligowski - Kazimierz Kuraś - Władysław Kuszyk - Stanisław Kuziński - Józef Kwietniewski - Józef Langosz - Edmund Lewandowski - Ignacy Loga-Sowiński - Antonina Lubecka - Józef Łastowski - Arkadiusz Łaszewicz - Igor Łopatyński - Adolf Machalski - Władysław Machejek - Józef Macichowski | - Władysław Maciejczyk - Józef Majchrzak - Roman Makowski - Marta Malcharek - Juliusz Malewski - Edward Małolepszy - Marian Martiszko - Mieczysław Marzec - Stanisław Matusiak - Edmund Matyjas - Władysław Matys - Maria Mielczarek - Eugenia Mikłaszewicz - Jan Mirek - Marian Miśkiewicz - Jan Mitręga - Mieczysław Moczar - Stanisław Mojkowski - Jan Motyka - Lucjan Motyka - Alicja Musiałowa - Józef Nagórzański - Barbara Natorska - Józef Niedźwiecki - Roman Nowak - Zenon Nowak - Piotr Nowakowski - Wiktor Obolewicz - Edward Ochab - Hubert Okwieka - Czesław Oleszkiewicz - Jerzy Olszewski - Stanisław Opałko - Władysław Orlewski - Bronisław Ostapczuk - Edward Owczarek - Jan Ozga - Aleksander Papiernik - Stefan Pastusiak - Władysław Piłatowski - Tadeusz Pławski - Stanisław Poczęsny - Henryk Pohl - Jan Polski - Mieczysław Połeć - Ryszard Pospieszyński - Regina Poślednik - Stanisław Prüfer - Kazimierz Prusiński - Jerzy Pryma - Marian Przybyciński - Edward Przybyłek - Jan Ptasiński - Władysław Puch - Jan Pysz - Adam Rapacki - Mieczysław Róg-Świostek - Maksym Rudczyk - Bolesław Rumiński - Henryk Rutkowski - Jan Sabik - Józef Sasak - Stefan Serwicki | - Aleksy Sieradzki - Włodzimierz Sokorski - Anna Soroko - Michał Specjał - Józef Spychalski - Marian Spychalski - Irena Sroczyńska - Roman Stachoń - Władysław Stachowiak - Artur Starewicz - Helena Stępień - Ryszard Strzelecki - Edmund Stuczyński - Zdzisław Studziński - Stanisław Sulima - Henryk Szafrański - Franciszek Szczerbal - Jerzy Szukała - Jan Szydlak - Władysław Szymczak - Eugeniusz Szyr - Michalina Tatarkówna-Majkowska - Józef Tejchma - Julian Tokarski - Stanisław Tomaszewski - Stefan Tomaszewski - Mieczysław Tomkowski - Ewa Trojanowska - Józef Trojok - Mieczysław Trześniak - Marian Tuka - Marian Urbaniec - Józef Urbanowicz - Franciszek Wachowicz - Antoni Walaszek - Marian Walczak - Stanisław Walendowski - Franciszek Waniołka - Leon Wantuła - Czesław Waryszak - Jan Wasilkowski - Jan Wąsicki - Andrzej Werblan - Bolesław Wicenty - Władysław Wicha - Florian Wichłacz - Tadeusz Wieczorek - Józef Wlekły - Paweł Wojas - Wiesław Wołosz - Tadeusz Wysocki - Janusz Zarzycki - Stanisława Zawadecka-Nussbaum - Mirosław Zawadzki - Henryk Ziętek - Jerzy Ziętek - Józef Zuj - Wiktor Zyzik - Andrzej Żabiński - Edward Żebrowski - Stefan Żółkiewski |
| Klub Poselski Zjednoczonego Stronnictwa Ludowego | | | |
| | | | |
| - Wincenty Aleksiejczuk - Kazimierz Banach - Ksawera Barańska - Czesław Burski - Antoni Byczkowski - Władysław Cabaj - Stanisław Ceberek - Antoni Chudziński - Stanisław Cieślak - Marcin Ciężarek - Grzegorz Cwyl - Jan Dąb-Kocioł - Franciszek Dąbal - Maria Dąbrowska - Helena Dąbska - Franciszek Depa - Feliks Dębski - Pelagia Dolata - Bronisław Drzewiecki - Edward Duda - Szymon Dziedzic - Antoni Fronc - Dyzma Gałaj - Władysław Gałka - Władysław Gawlik - Franciszek Gesing - Franciszek Ginter - Zdzisław Gomoła | - Mieczysław Grad - Stanisław Gucwa - Julian Horodecki - Stefan Ignar - Tadeusz Ilczuk - Wacław Jagodziński - Franciszek Jeziorski - Tadeusz Jędruch - Jan Kaczor - Kazimierz Kaniuga - Jan Kleczaj - Ignacy Konkolewski - Antoni Korzycki - Roch Kostrzewa - Józef Kot - Stanisław Kozioł - Teresa Król - Aleksander Kubicki - Marta Lankamer - Antoni Lewko - Maria Lipka - Bronisław Luty - Józef Łaciak - Bolesław Łęczycki - Franciszek Maj - Tadeusz Makowski - Franciszek Malinowski - Tomasz Malinowski | - Władysław Marek - Jan Mazurek - Wojciech Mazurek - Anna Mędzkiewicz - Stanisław Mlącki - Franciszek Mleczko - Franciszek Murawski - Franciszek Niedźwiecki - Józef Noga - Aleksy Nowak - Leon Olszewski - Józef Olszyński - Bronisław Owsianik - Władysław Ozga - Józef Ozga-Michalski - Mieczysław Paczkowski - Władysław Piątkowski - Feliks Pisula - Bolesław Podedworny - Michał Polnar - Barbara Pstrągowska - Janina Ramotowska - Stanisław Romanowski - Bernard Rośkiewicz - Bartłomiej Rusin - Antoni Rybak - Jan Ryznar - Tadeusz Rześniowiecki | - Czesław Sadowski - Franciszek Sadurski - Bronisław Schab - Aleksander Schmidt - Tadeusz Sitek - Henryk Skrobisz - Feliks Starzec - Ludomir Stasiak - Tadeusz Stefaniak - Stanisław Stefańczyk - Bronisław Szajna - Maria Szindler - Andrzej Szubar - Stanisław Szyndlar - Jan Śliwa - Tadeusz Toczek - Zdzisław Tomal - Władysław Tomala - Zofia Tomczyk - Stanisław Turski - Bronisław Warowny - Eugeniusz Witek - Stanisław Wójtowicz - Józef Wroniak - Wiktor Wróbel - Czesław Wycech - Mirosław Żurek |
| Klub Poselski Stronnictwa Demokratycznego | | | |
| | | | |
| - Bronisław Basza - Andrzej Benesz - Ryszard Bieńczak - Krystyna Biernacka - Czesław Błasikiewicz - Leon Chajn - Józef Ciupiński - Józef Czapski - Alojzy Czarnecki - Paweł Dubiel | - Michał Grendys - Stanisław Grzywiński - Stanisław Jodłowski - Roman Kaczmarek - Stanisław Kaliszewski - Józef Kaszewski - Tadeusz Koślacz - Wacław Kozubski - Eugenia Krassowska-Jodłowska - Stanisław Kulczyński | - Witold Lassota - Włodzimierz Lechowicz - Stanisław Lorentz - Krystyna Marszałek-Młyńczyk - Kazimierz Miotk - Tadeusz Młyńczak - Wacław Mońka - Antoni Mrowiec - Leon Nitecki - Florian Pierański | - Józef Raźny - Aleksander Rozmiarek - Zdzisław Siedlewski - Rudolf Szura - Stanisław Trzaska - Edmund Ujma - Jan Wende - Władysław Wiśniowski |
| Koło Poselskie PAX | | | |
| | | | |
| - Jerzy Hagmajer - Józef Knapik | - Bolesław Piasecki | - Ryszard Reiff | - Mieczysław Stachura |
| Koło Posłów Znak | | | |
| | | | |
| - Konstanty Łubieński - Tadeusz Mazowiecki | - Stanisław Stomma | - Janusz Zabłocki | - Jerzy Zawieyski |
| Koło Posłów Chrześcijańskiego Stowarzyszenia Społecznego | | | |
| | | | |
| - Zygmunt Filipowicz | - Jan Frankowski | - Janusz Makowski | |
| Posłowie bezpartyjni | | | |
| | | | |
| - Lucyna Adamowicz - Eugenia Błajszczak - Jerzy Bukowski - Magdalena Dubiel - Wincenty Franczyk - Barbara Gruszkiewicz - Henryka Gwiazda-Pietrasz - Jarosław Iwaszkiewicz - Jadwiga Janiszewska | - Emilia Jeżewska - Bronisław Juźków - Wacław Kiełczewski - Mieczysław Klimaszewski - Kazimierz Kopecki - Zuzanna Kościjańska - Elżbieta Kraska - Kamila Kurowska - Leon Lendzion | - Bolesława Maciejewska - Leopold Malawski - Łucja Matuszewska - Pelagia Pająk - Krystyna Pałka - Zofia Paryżak - Stanisław Pawłowski - Augustyn Pilch - Paweł Pytel | - Wiktoria Różańska - Halina Skibniewska - Olga Szwałkiewicz - Franciszek Wasążnik - Jerzy Werner - Henryk Żakowiecki |

### Posłowie, których mandat wygasł w trakcie IV kadencji (15 posłów)
| Poseł             | Poseł                  | Data wygaśnięcia mandatu  | Przyczyna                    | Następca                     | Następca                     |
| ----------------- | ---------------------- | ------------------------- | ---------------------------- | ---------------------------- | ---------------------------- |
|                   | Jan Wiensek            | 2 sierpnia 1965(dts)      | śmierć                       |                              | mandat pozostał nieobsadzony |
|                   | Oskar Lange            | 2 października 1965(dts)  | śmierć                       | mandat pozostał nieobsadzony |                              |
| Edward Ruszkowski | 23 lutego 1966(dts)    | śmierć                    | mandat pozostał nieobsadzony |                              |                              |
|                   | Henryk Janus           | 19 października 1966(dts) | śmierć                       | mandat pozostał nieobsadzony |                              |
|                   | Marian Jaworski        | 28 marca 1967(dts)        | śmierć                       | mandat pozostał nieobsadzony |                              |
|                   | Sylwester Leczykiewicz | 2 kwietnia 1967(dts)      | śmierć                       | mandat pozostał nieobsadzony |                              |
| Leon Poniedziałek | 6 maja 1967(dts)       | śmierć                    | mandat pozostał nieobsadzony |                              |                              |
|                   | Kazimierz Kwiatkowski  | 15 sierpnia 1967(dts)     | śmierć                       | mandat pozostał nieobsadzony |                              |
|                   | Franciszek Grochalski  | 1 listopada 1967(dts)     | śmierć                       | mandat pozostał nieobsadzony |                              |
| Bernard Sierański | 6 lutego 1968(dts)     | śmierć                    | mandat pozostał nieobsadzony |                              |                              |
|                   | Zdzisław Cegłowski     | 15 lutego 1968(dts)       | śmierć                       | mandat pozostał nieobsadzony |                              |
| Bolesław Drobner  | 21 marca 1968(dts)     | śmierć                    | mandat pozostał nieobsadzony |                              |                              |
|                   | Franciszek Jakszewicz  | 13 sierpnia 1968(dts)     | śmierć                       | mandat pozostał nieobsadzony |                              |
| Jacek Koraszewski | 27 marca 1969(dts)     | śmierć                    | mandat pozostał nieobsadzony |                              |                              |
|                   | Franciszek Bies        | 26 kwietnia 1969(dts)     | śmierć                       | mandat pozostał nieobsadzony |                              |